# 이온추진 항공기
이온추진 항공기(영어: ion-propelled aircraft) 또는 단순히 이오노크래프트(영어: ionocraft)는 이온에 의해 추진되는 항공기이다. 보통 리프터라 불리며 전자기유체역학적인 장치로 움직이는 부분이 없이 전기에너지만을 사용하여 공기 중에 추력을 발생시킨다.
이오노크래프트는 1960년대로 거슬러 올라간다. 그 때 전자유체역학(EHD) 실험이 피크에 도달하였다.

## 같이 보기
- 비펠드-브라운 효과
- 홀 효과 추력기
- 이온 기관